# Eminska planina
Eminska planina (bulgariska: Еминска планина) är en bergskedja i Bulgarien.   Den ligger i regionen Burgas, i den östra delen av landet, 300 km öster om huvudstaden Sofia.
Trakten runt Eminska planina består till största delen av jordbruksmark. Runt Eminska planina är det ganska tätbefolkat, med 52 invånare per kvadratkilometer.